# 哈辛托 (加利福尼亞州)
賈辛托（英語：Jacinto）是位於美國加利福尼亞州格伦縣的一個非建制地區。該地的面積和人口皆未知。

## 地理
賈辛托的座標為39°34′52″N 122°00′24″W / 39.58111°N 122.00667°W，而該地的平均海拔高度為34米（即112英尺）。